# Cross Timber (Teksas)
Cross Timber je gradić u američkoj saveznoj državi Teksas. Prema popisu stanovništva iz 2010. u njemu je živjelo 268 stanovnika.